# Axel Friedrich
Axel Friedrich (* 23. November 1947) ist ein deutscher Chemiker und Umweltexperte.
Friedrich studierte Technische Chemie in Berlin und promovierte 1978. Nachdem er zwei Jahre in einem Chemieunternehmen gearbeitet hatte, wechselte er in das Umweltbundesamt, wo er von 1994 bis 2008 Abteilungsleiter für die Bereiche Verkehr und Lärm war. Er setzt sich für nachhaltige Mobilität ein und gehörte 2001 zu den Gründern des International Council on Clean Transportation. Seit 2008 ist er freier Berater; er berät Umweltverbände, die Weltbank und die Deutsche Gesellschaft für Internationale Zusammenarbeit.
Einer breiteren Öffentlichkeit wurde er durch den Abgasskandal im September 2015 bekannt.
Seit 2016 arbeitet er als Sachverständiger und Projektleiter für die Deutsche Umwelthilfe. Bereits zehn Jahre zuvor hatte er „das Bundesumweltministerium vor dem drohenden Desaster“ aufgrund unwirksamer Dieselpartikelfilter gewarnt. Der damalige Bundesumweltminister Sigmar Gabriel machte ihn jedoch für ebendieses Desaster verantwortlich, so dass Friedrich im Jahr 2007 von seinen bisherigen Aufgaben entbunden wurde. Im Dezember 2007 forderten zwanzig europäische Verkehrsexperten in einem offenen Brief an den Präsidenten des Umweltbundesamtes und an den Umweltminister seine Rehabilitation.
2021 gehörte er als wissenschaftlicher Beirat zum Projektbegleitkreis des Entwurfs für die Regelungsinhalte eines Bundesmobilitätsgesetzes des Verkehrsclubs Deutschland.
Axel Friedrich ist verheiratet.

## Forderungen und Vorschläge (seit 2006)
2006 forderte er weltweite Regelungen für schwefelarmen Treibstoff im Schiffsverkehr.
In einem Interview 2018 schlug Axel Friedrich u. a. vor, auch Benziner mit Ottopartikelfiltern nachzurüsten. Viele Dieselfahrzeuge würden durch die neuen Fahrverbote nicht erfasst. Er unterstützt die Idee einer blauen Plakette und würde einen Fonds begrüßen, wenn das von Verkehrsminister Andreas Scheuer bezifferte Bußgeld von 5.000 Euro für jeden „Trickdiesel“ gerichtlich einzufordern wäre.
Seit 2020 kritisiert er Entwicklungen hohen Gewichts, großer Reichweite und hoher Leistung von Elektroautos. Da viele Batterien in China mit hohem Kohlestromanteil gebaut werden, schlägt er eine Kennzeichnungspflicht, wie sauber die Batterie wirklich hergestellt wurde, vor.

## Schriften
- Zur Reaktionstechnik der Hydration von Isobuten mittels Schwefelsäure. Paderborn, Gesamthochsch., Fachbereich 13 – Naturwiss. II, Diss., 1978.
- Bundesminister des Innern (Hrsg., erarb. vom Umweltbundesamt, Fachgebiet „Aufklärung d. Öffentlichkeit in Umweltfragen“). Fachl. Beitr.: Axel Friedrich, Red.: Volkhard Möcker, Karl G. Tempel: Was sie schon immer über Luftreinhaltung wissen wollten. Kohlhammer, Stuttgart/Berlin/Köln/Mainz 1983.
- Axel Friedrich: 3. Sustainable Mobility. In: Digitale Bibliothek der Friedrich Ebert Stiftung, library.fes.de. Mai 2001, abgerufen am 27. März 2022.

## Auszeichnungen
- Haagen-Smit Clean Air Award 2006
- Deutscher CSR Award 2016
- Lifetime-Award der Stiftung heureka 2017[20]